# Пероз III
Пероз III (пехл. 𐭯𐭩𐭫𐭥𐭰 род. в 636 году — умер в 679 году) — титулярный шахиншах Персии в 651—679 годах, военный деятель империи Тан.

## Жизнеописание
Происходил из династии Сасанидов. Сын шахиншаха Йездегерда III. В 630-х годах вместе с отцом скрылся от арабского нашествия в Хорасане. В 651 году после гибели Йездегерда III объявлен шахиншахом, но он не имел никакой власти. В конце концов, через Памир бежал в китайские владения в Кашгарию (Западный край).
В 656 году обратился к танскому императору Гао-цзун с просьбой о помощи в борьбе с арабами. В 661 году Ишбара-ябгу, правитель Тохаристана, отвоевал часть Хорасана, где в Нишапуре объявил Пероза новым шахиншахом. Впрочем, он не мог удержать Хорасан. Поэтому в Зарандже (Сакастан) было создано командование Персии во главе с Перозом. Основой его сил были войска Тохаристана.
Между 670 и 674 годами Пероз прибыл к танскому императору в Чанъань, где получил титул ю вэй цзянцзюнь (Боевой генерал правой гвардии). В это время арабы снова перешли в наступление, захватив значительные области Согдианы и Тохаристана. В 678 году Пероз двинулся в Зарандж, но на обратном пути умер около 679 года. Его титул и должность наследовал сын Нарси.